# Bamlach
Bamlach ist seit 1. Januar 1975 ein Ortsteil der Gemeinde Bad Bellingen im Landkreis Lörrach in Baden-Württemberg.

## Geschichte
Die erste bekannte urkundliche Erwähnung des Ortes datiert von 1130, wo der Ort mit Bamenanc bezeichnet wird.
Bamlach gehörte von 1417 bis 1805 den Freiherren von Rotberg, die wiederum zu den Breisgauer Landständen gehörten. 1805 kam der Ort mit dem gesamten ehemals vorderösterreichischen Breisgau an das Großherzogtum Baden, das den bis dahin grundherrlichen Ort Bamlach 1810 seinem Bezirksamt Kandern zuordnete. Nach Auflösung des Kanderner Bezirksamtes (1819) kam Bamlach zum Bezirksamt Müllheim. Mit der Auflösung des Landkreises Müllheim am 1. Januar 1973 wurde Bamlach dem Landkreis Lörrach zugeordnet.

### Einwohnerentwicklung
| Jahr      | 1852 | 1871 | 1880 | 1890 | 1900 | 1910 | 1925 | 1933 | 1939 | 1950 | 1956 | 1961 | 1970 | 2019 | 2020 | 2021 |
| --------- | ---- | ---- | ---- | ---- | ---- | ---- | ---- | ---- | ---- | ---- | ---- | ---- | ---- | ---- | ---- | ---- |
| Einwohner | 689  | 575  | 509  | 464  | 401  | 365  | 449  | 530  | 508  | 477  | 528  | 521  | 570  | 906  | 956  | 929  |

Quelle: 1852–1970 Tabelle auf Landeskunde entdecken online - leobw; 2019 Informationsbroschüre der Gemeinde; 2020–2021 Amtsblatt Bad Bellingen. Daten der Gemeinde Bad Bellingen

## Religion
Aufgrund der historischen Zugehörigkeit zu Vorderösterreich ist noch immer der überwiegende Anteil der Bevölkerung katholisch und gehört zur Seelsorgeeinheit Schliengen. Die Evangelischen Christen werden von der Pfarrei Bad Bellingen betreut.

## Politik
In der Gemeinde Bad Bellingen gibt es keinen Ortsvorsteher und keine Ortschaftsräte. Die Wahl des Gemeinderates erfolgt als unechte Teilortswahl, wobei dem Ortsteil Bamlach drei der insgesamt 15 Gemeinderatssitze zustehen.

### Wappen
Blasonierung: „In gespaltenem Schild vorn in Rot ein gerauteter silberner Schrägbalken, hinten in Gold ein schwarzer Balken.“ 1895 schlug das Generallandesarchiv Karlsruhe auf Wunsch der Gemeinde das Wappen in der heutigen Form vor. Mit den Elementen der Wappen der einstigen Herrengeschlechter der Schaler und der Freiherren von Rotberg spiegelt das Wappen die ehemaligen Besitzverhältnisse wider.

## Kultur und Sehenswürdigkeiten

### Sportvereine
Im Ort gibt es den Radsportverein Bamlach und die Spielvereinigung (SpVgg) Bamlach/Rheinweiler 1982 e.V.

### Bauwerke

#### Pfarrkirche St. Petrus und Paulus

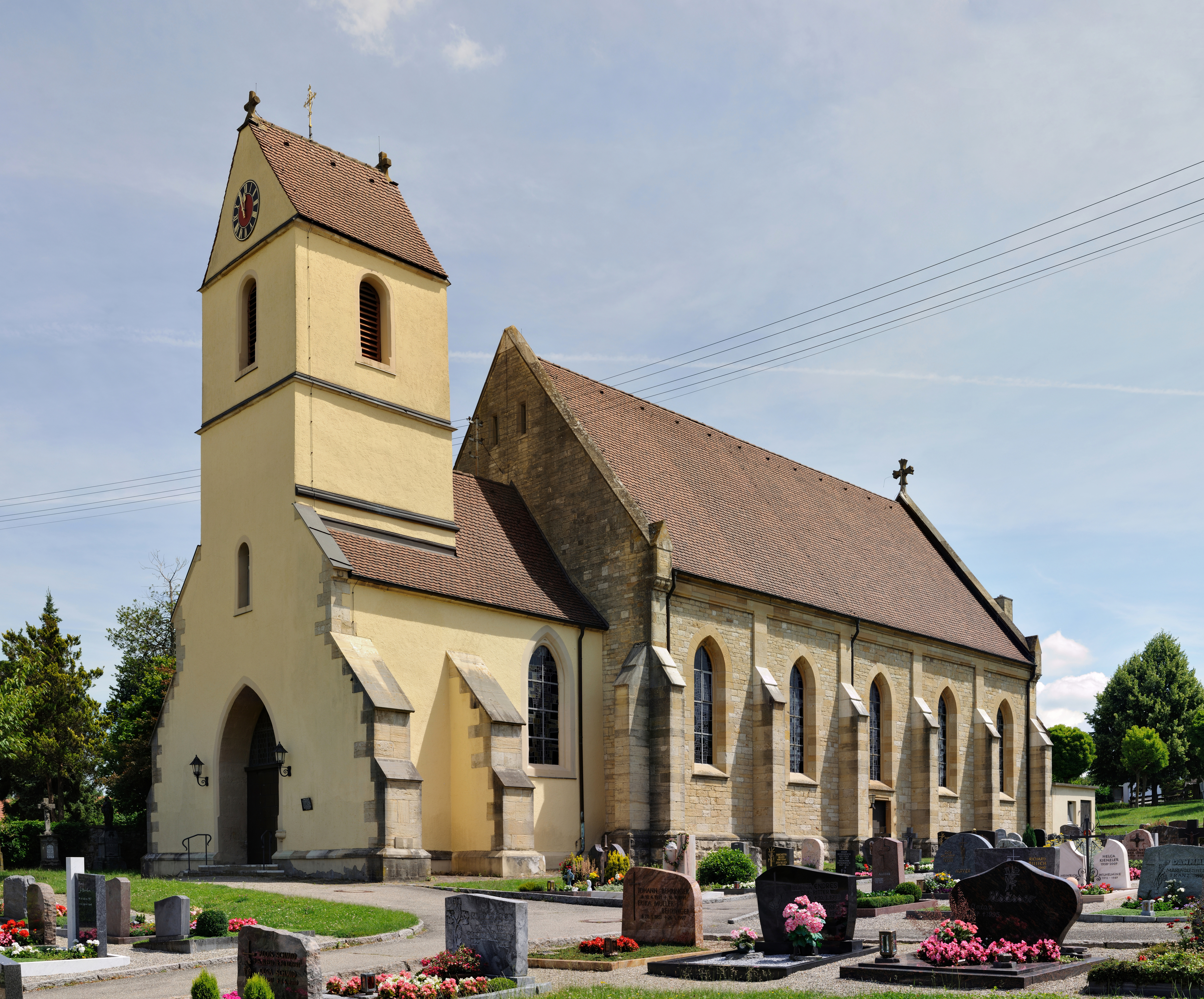
Kirche St. Petrus und Paulus

Die katholische Pfarrkirche St. Petrus und Paulus hat noch einen Turm aus dem 14. oder 15. Jahrhundert, während das Langhaus auf dem Platz älterer Bauten 1890 eingeweiht wurde. Die Kirche gehört zur Seelsorgeeinheit Schliengen.

#### WallfahrtskapelleMaria Hügel

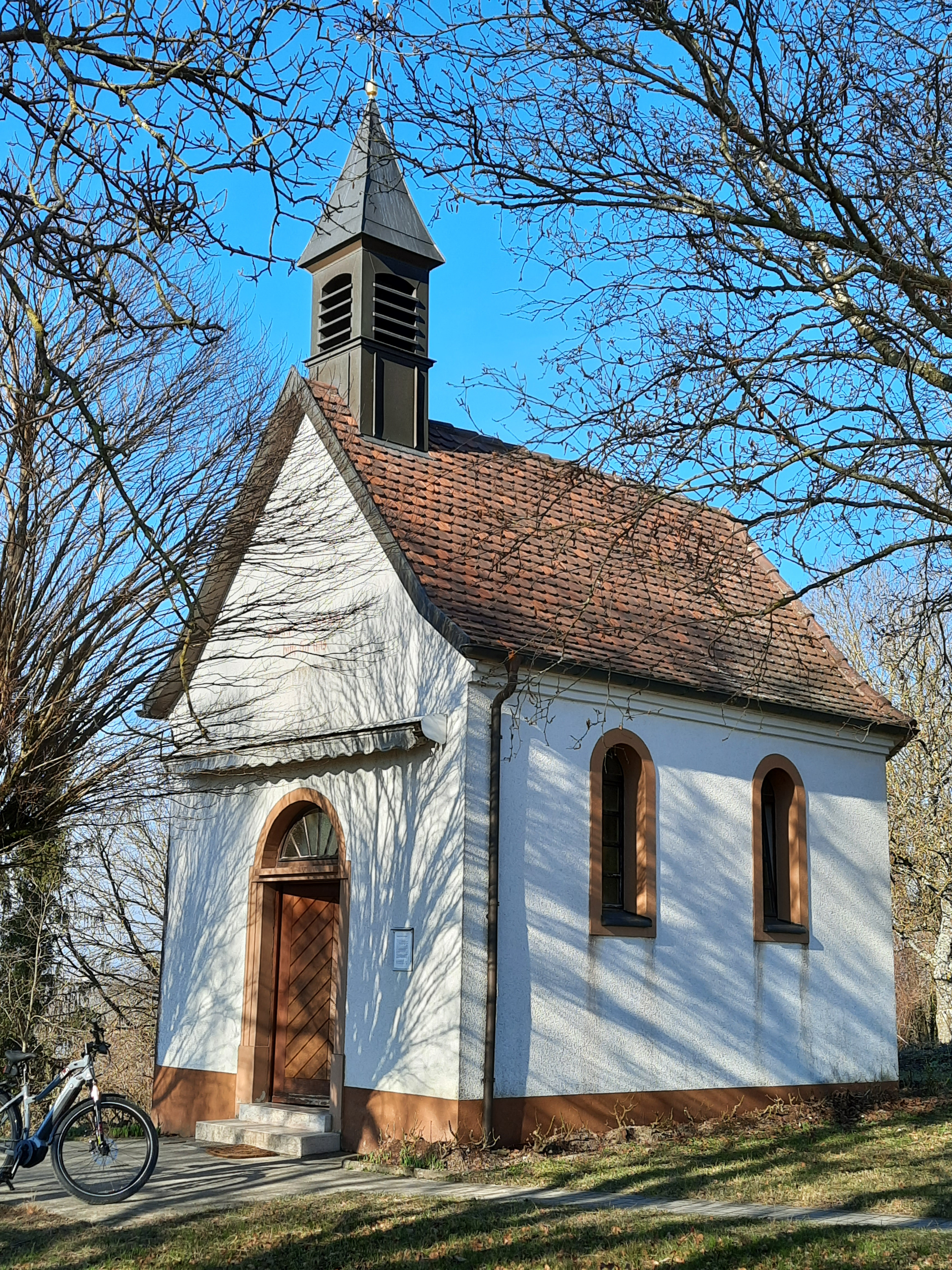
Wallfahrtskapelle Maria Hügel

Die Wallfahrtskapelle Maria Hügel wurde 1866 über einer frei stehenden, älteren Marienstatue auf dem Kapellenberg (355 m) erbaut und 1937 gründlich renoviert. 1945 fiel sie einem Artilleriebeschuss zum Opfer, wobei auch die Marienstatue zerstört wurde. Nach dem Krieg wurde an derselben Stelle mit freiwilliger Arbeit und Spenden eine neue Kapelle errichtet, die am 18. Mai 1952 eingeweiht wurde. Sie besteht aus einem rechteckigen Langhaus mit flacher Holzdecke, dem sich der Chor anschließt. Auf dem südlichen Ende des Satteldaches sitzt ein Dachreiter.
Die zerstörte Marienstatue wurde durch eine neue Holzskulptur von Hugo Eckert ersetzt. Vom Kapellenberg öffnet sich ein weiter Blick in die Rheinebene sowie bei klarem Wetter bis in die Vogesen zum Hartmannswillerkopf.

#### Oberrheinische Bädermuseum
Das 1991 eröffnete Oberrheinische Bäder- und Heimatmuseum befindet sich in einem Haus mit Staffelgiebel.

## Wirtschaft und Infrastruktur

### Tourismus
In Bamlach gibt es zwei 18-Loch-Golfplätze (Kapellenberg und Quellenhof) die vom Drei Thermen Golfresort betrieben werden.
Der Campingplatz Lug ins Land bietet neben Stellplätzen auch Mobilheime und Schlaffässer.

### Verkehr
Im Rheintal westlich des Ortskerns verlaufen die Autobahn A5 (zugänglich über die Anschlussstelle Efringen–Kirchen) und die Kreisstraße 6347. Der Ortskern ist über Gemeindestraßen von der Kernstadt Bad Bellingen, dem Ortsteil Rheinweiler sowie vom Nachbarort Blansingen erreichbar. In Rheinweiler gibt es zudem einen Bahnhof an der Rheintalstrecke.

### Weinbau
Bamlacher Kapellenberg ist die Bamlacher Weinlage, in der hauptsächlich Weiß- und Grauburgunder, Müller-Thurgau und Spätburgunder angebaut wird.
Das Weingut Marienheim ist eine Außenstelle des Sankt Josefshauses Herten.

### Regelmäßige Veranstaltungen

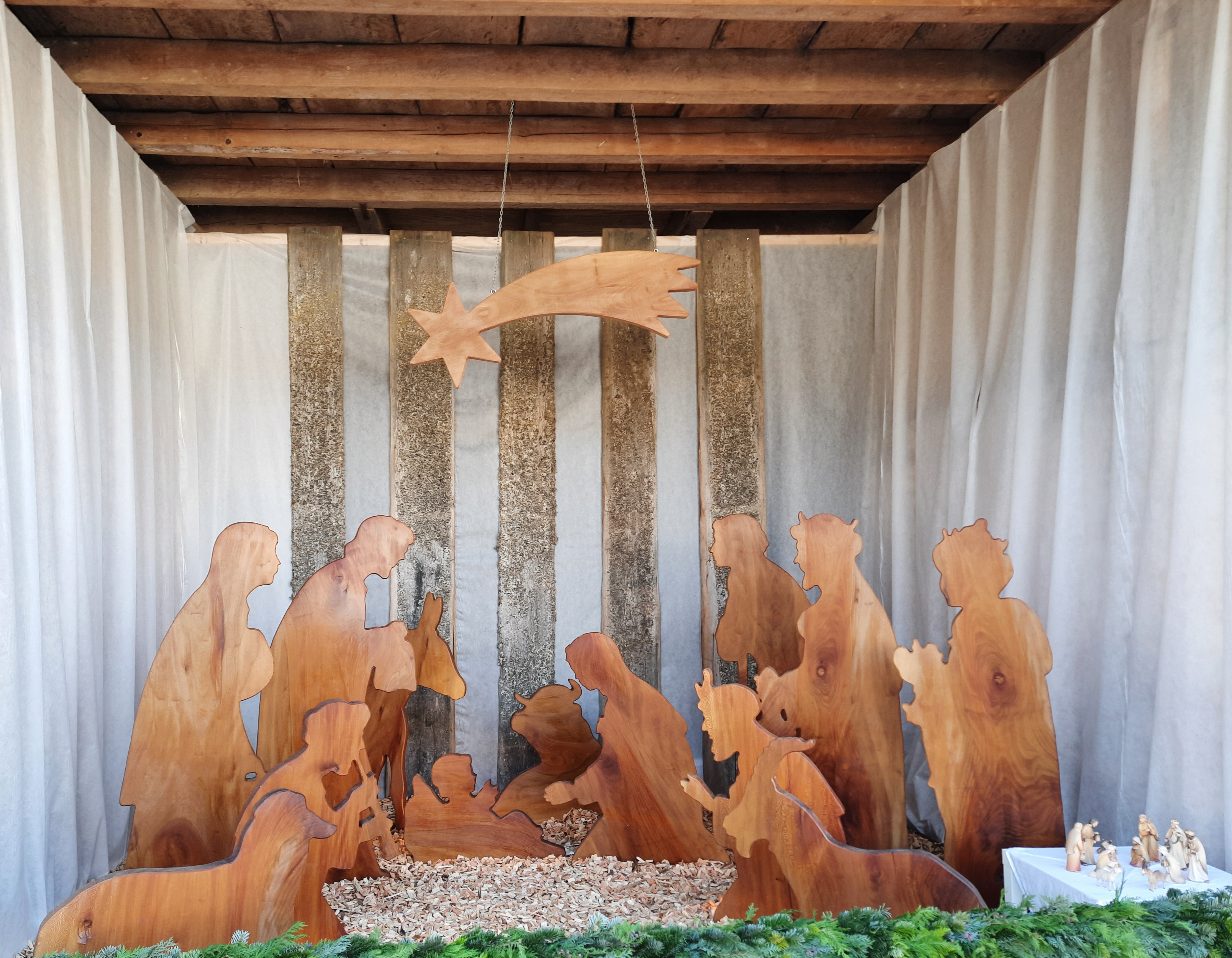
Bamlacher Krippe mit lebensgroßen Figuren aus Platanenholz

Alle fünf Jahre organisiert die Kolpingfamilie Bamlach mit Unterstützung des ganzen Dorfes und Helfern aus den umliegenden Gemeinden das Bamlacher Krippendorf, das im Advent ausgebaut wird. Neben der Krippenausstellung in der Kirche, der Gemeindehalle (ca. 80 Krippen) und entlang eines Krippenweges (14 Großkrippen) durch die Gemeinde, wird ein Krippenspiel aufgeführt. Führungen entlang des Krippenweges und Begleitveranstaltungen in der Kirche ergänzen das Angebot. Das Krippendorf wurde zuletzt 2023 organisiert.